# Jamesons lelvliegenvanger
De Jamesons lelvliegenvanger (Platysteira jamesoni; synoniem Dyaphorophyia jamesoni) is een zangvogel uit de familie Platysteiridae (lelvliegenvangers). Deze vogel is genoemd naar de Schotse natuuronderzoeker James Sligo Jameson (1856-1888).

## Verspreiding en leefgebied
Deze soort komt voor in oostelijk Congo-Kinshasa, Oeganda, zuidoostelijk Soedan, westelijk Kenia en noordwestelijk Tanzania.

## Status
De grootte van de populatie is niet gekwantificeerd maar de soort wordt omschreven als algemeen. Op de Rode lijst van de IUCN heeft deze soort de status niet bedreigd.